# Jacquemontia asarifolia
Jacquemontia asarifolia är en vindeväxtart som beskrevs av L. B. Smith. Jacquemontia asarifolia ingår i släktet Jacquemontia och familjen vindeväxter. Inga underarter finns listade i Catalogue of Life.